# Těžní věž

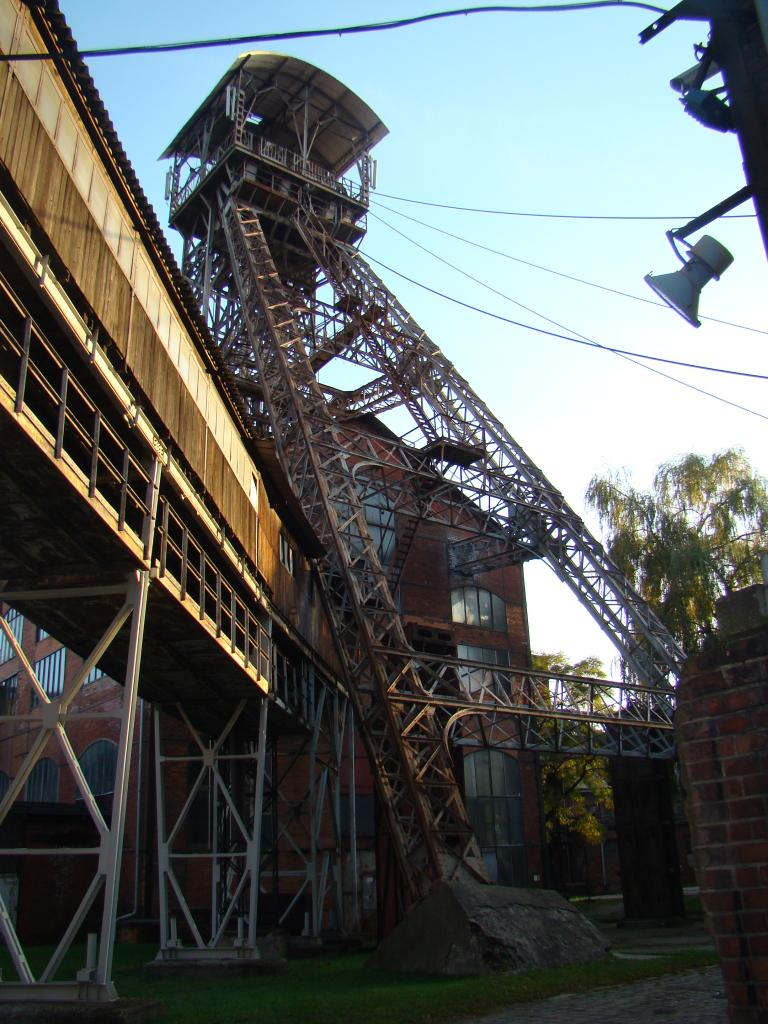
Těžní věž dolu Michal (Ostrava-Michálkovice)

Těžní věž, těžební věž nebo těžná stolice je nadzemní součást hlubinného dolu, sloužící k vytahování a spouštění dopravních nádob zavěšených na lanech s těženou horninou, nerostem, materiálem nebo horníky z povrchu do dolu a opačným směrem. Nepřehlédnutelná část hlubinných dolů se tak stala jedním ze symbolů hornictví a na řadě míst je chráněna jako technická památka, i když těžba už byla zastavena.

## Rozdělení těžních věží
Podle materiálu, z něhož byla věž postavena:
- ocelové
- železobetonové
- cihelné

Podle umístění strojovny těžního stroje:
- oddělená strojovna
- integrovaná strojovna

Podle počtu těžních lan:
- jednolanová
- dvoulanová
- vícelanová

## Typy těžních věží

### Zděná věž
Obvykle se nejednalo o samotnou věž, ale víceúčelovou budovu. Pod střechou budovy byla dřevěná konstrukce s lanovnicemi, která spočívala na robustních zdech. Pod střechou budovy bylo i těžní zařízení; budova však většinou sloužila i dalším činnostem při provozu dolu. Požadavek na větší výšku lanovnic nad ohlubní (ústím jámy) si často vyžádal vestavbu dřevěné nebo ocelové konstrukce, která vyčnívala nad střechou těžní budovy.
Zděná věž byla postavena nad vodotěžní jámou Dolu Dollinger III v Duchcově. Nebyla to tedy těžní věž vybavená těžním strojem.

### Věž se vzpěrami
Nejčastěji stavěnou těžní věží je typ Promnitz, pojmenovaný po konstruktérovi Johannu Carlu Otto Hugo Promnitz von Promnitzau (1836–1889). Později se ustálil termín „německá těžní věž“. Jeho hlavním konstrukčním prvkem byla čtyřboká věž navazující na stvol šachty. Byla masívní, aby odolala svislému zatížení. Její součástí byly i prvky sloužící k vedení klece. S urychlováním těžby vznikla potřeba vytáhnout z dolu větší množství vozíků. Proto se klece stavěly s několika etážemi, které měly na podlaze kolejnice. Výška těžní věže musela být dostatečně vysoká, aby i vozíky ve spodní etáži mohly vyjet na koleje v úrovni povrchu.
Na vysoké těžní věže se neinstalovaly těžní stroje, ale stavěly se oddělené strojovny. Ze strojovny vedlo těžní lano nejčastěji na vrchol těžní věže, kde byly uchyceny lanovnice. Přes lanovnice vedlo lano šachtou do podzemí. Lano vytahující klec působilo na těžní věž vodorovným tahem. K zabránění vyvrácení byla těžní věž zapřena vzpěrami do betonových bloků. Návrh Augusta Klönne měl vzpěry v betonových blocích zakotveny pomocí kloubů, na kloubu byla zakotvena i samotná věž a spojení věže se vzpěrami.
V jámě se pohybovaly dvě klece:
- klec s plnými vozíky stoupala vzhůru
- klec s prázdnými vozíky jela dolů

Aby se klece se minuly v bezpečné vzdálenosti, musely mít lana potřebný rozestup. Rozestup lan se zajišťoval vzájemnou polohou lanovnic:
- rozestupem lanovnic na jedné ose (pravá a levá lanovnice) nebo
- rozestupem os lanovnic (přední a zadní lanovnice)

Důl Prago měl unikátní tzv. čtyřosou těžní věž s lanovicemi ve čtyřech úrovních pod sebou, která byla po ukončení těžby v osmdesátých letech 20. století snesena.
- Souosé lanovnice Dolu Michal v Ostravě
- posunuté lanovnice na těžní věži Dolu Anselm
- Důl Jeremenko
- Důl Petr Bezruč-Terezie
- Betonové vzpěry na těžní věži Prokop

U většiny těžních strojů se lano jedné klece navíjelo na jeden buben, zatímco lano druhé klece se odvíjelo z druhého bubnu. Těžní stroj Koepe nebyl vybaven navíjecími bubny, ale třecím kotoučem kolem něhož lano obkrouženo. Prokluz lana byl nepřípustný a proto se lano muselo pohybovat ve svislé rovině třecího kotouče s nulovou stranovou odchylkou. Přední lanovnice a zadní lanovnice se otáčely také ve svislé rovině třecího kotouče. 
Důl Gabriela má dvě stejně orientované těžní věže vzdálené necelých třicet metrů. Pokud byla potřeba zvýšit těžbu nebo ulevit dosavadní věži od dopravy materiálu mohla být postavena druhá těžní věž i v bezprostřední blízkosti původní věže. Objevuje se termín sdružené těžní  věže. V Ostravě jsou na Dole Terezie nebo Dole Jeremenko dvojice věží, které jsou vzájemně pootočeny o 90°. Stejná konfigurace byla i u těžních věží Dolu Max v Libušíně u Kladna. Z důvodu zvýšení těžby se někdy přistavěla věž pootočená o 180°, která nemusela mít stejnou výšku, jako třeba věž jámy č. 1 dolu Prosper v Bottropu. Když se zrcadlová pozice věží dopředu plánovala, byla už věž konstruovaná jako celek a vzpěry nebyly tak masivní. To byl krok k věžím typu Walsum, které vzpěry postrádají zcela. V České republice taková dvojitá věž stála do roku 2006 nad jámou Bettina Dolu Doubrava.
Úspornější řešení navrhl tým konstruktérů Anselma Hoisena (patent DE2907965A1) z Gutenhoffnunhshütte. Vrátili se k jedné věži, ale tu opatřili čtyřmi lanovnicemi ve čtyřech úrovních. Tato myšlenka už byla použita u věže Dolu Prago, ale inovace spočívala v umístění strojoven vedle sebe, a tím i zkrácení délky lan mezi strojovnou a lanovnicemi.
Do poloviny 20. století byla konstrukce těžní věže nýtována z menších ocelových profilů do příhradové konstrukce. Od poloviny 20. století byla konstrukce těžní věže svařována z mohutných ocelových profilů. Filigránové příhradové konstrukce tak byly nahrazeny masivními stěnovými konstrukcemi.

### Walsum
Na věž Walsum působily jen malé vodorovné síly, protože strojovny resp. těžní stroje byly postaveny blízko jámy. Těžní vedlo od těžního stroje k lanovnicím téměř svisle. Menší vodorovné síly vyvolané tahem lan byly zachyceny robustní věží a vzpěry nebyly zapotřebí.
Stále stojící věž dolu Barbora byla jedinou věží tohoto typu v ČR. Získala památkovou ochranu. Jméno získal tento typ konstrukce po dole Walsum v Duisburgu.

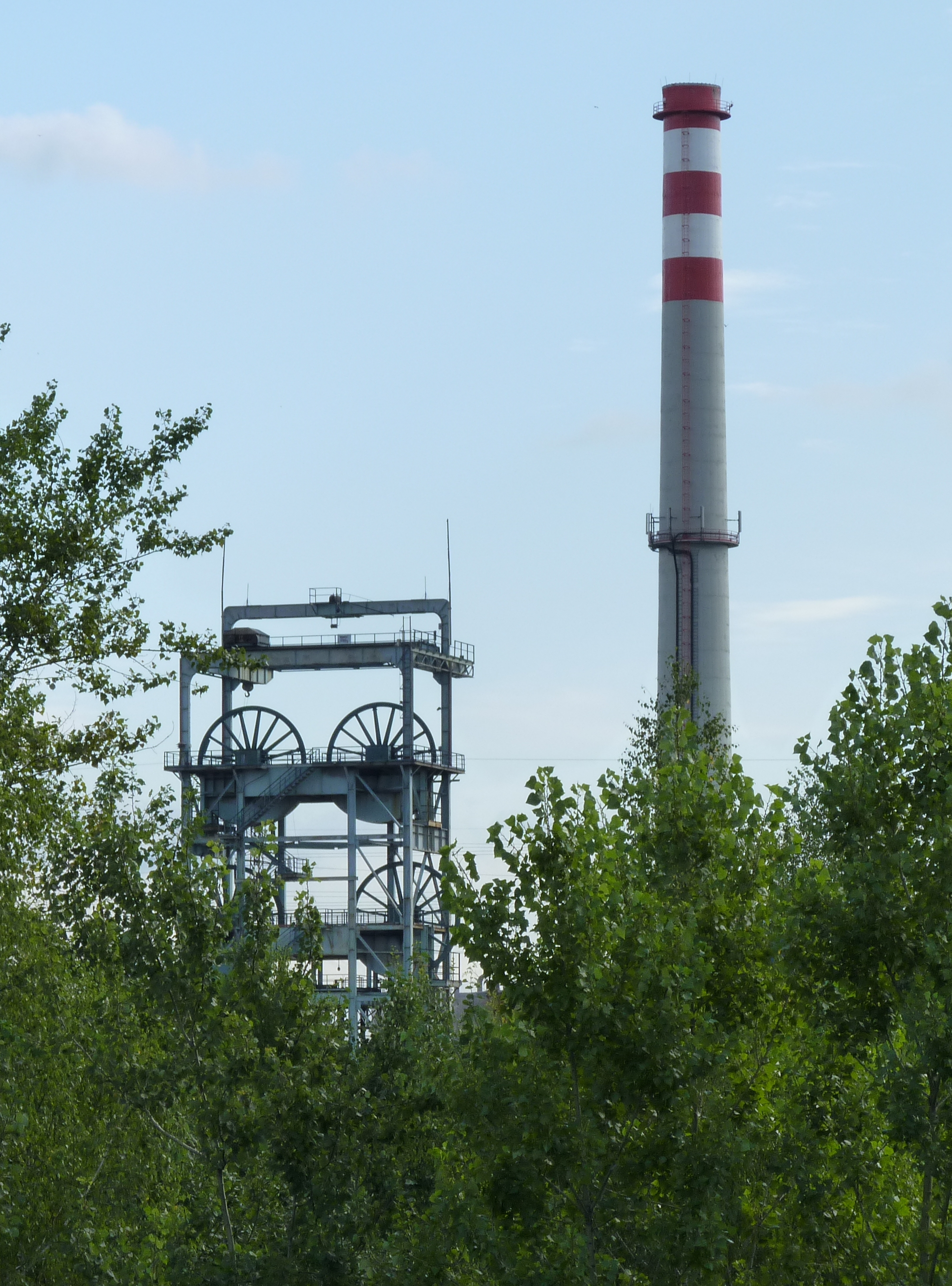
Těžní věž dolu Barbora
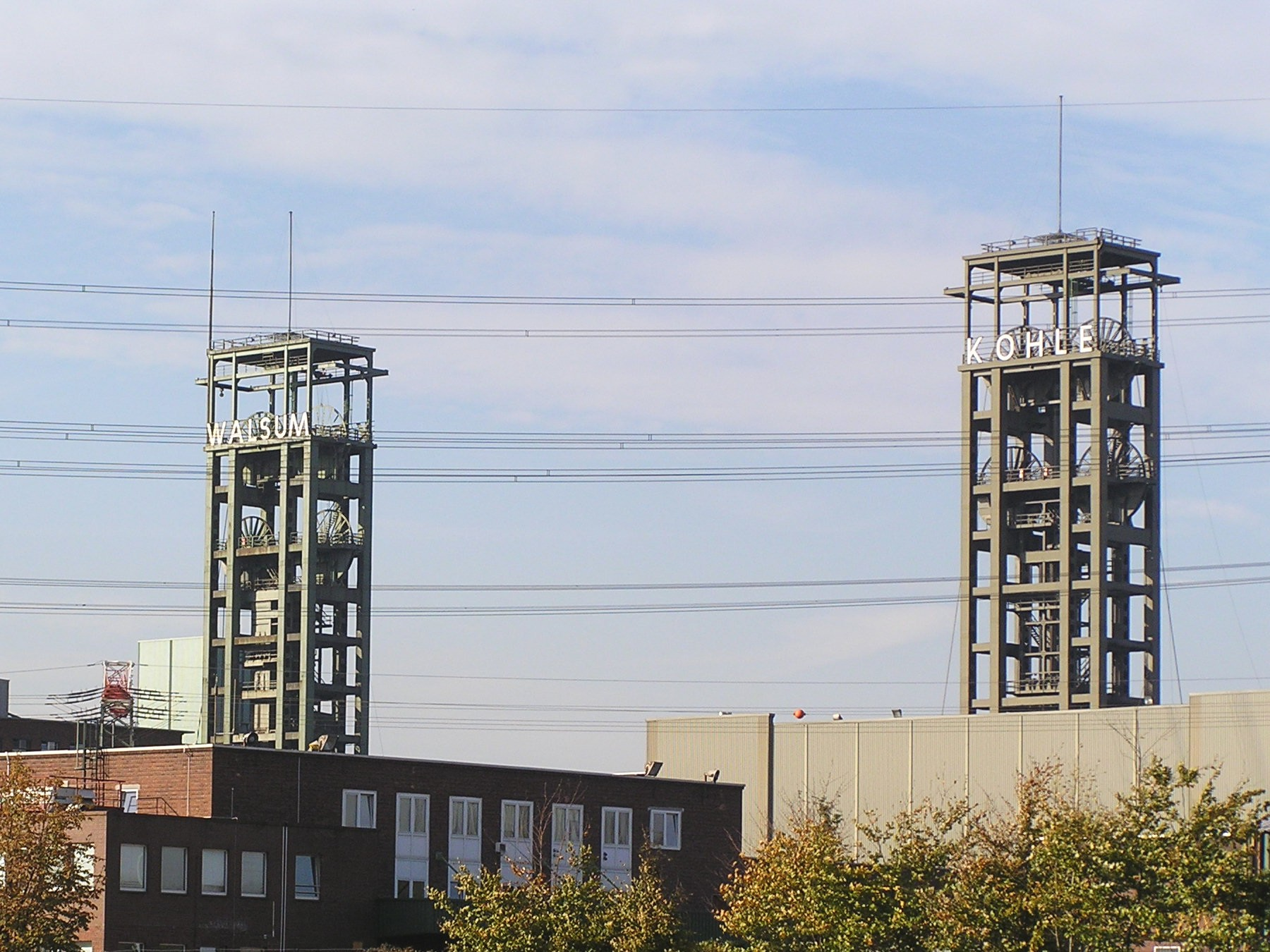
Těžní věže dolu v Duisburgu-Walsemu
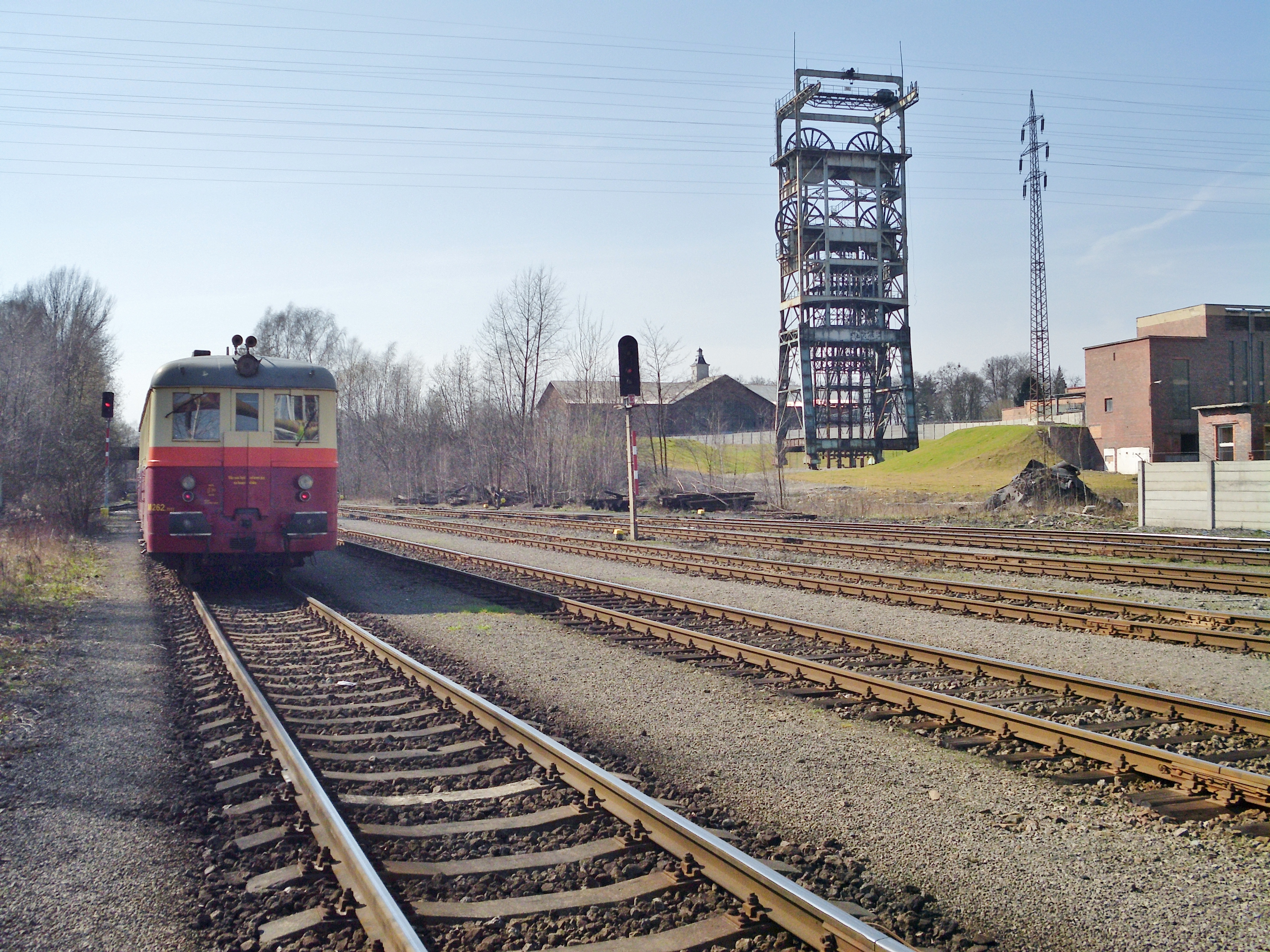
Těžní věž dolu Barbora

### Kozlíkové věže (stolice)
Jáma je obkročena kozlíkem, což jsou vzpěry, které se o sebe opírají. Některé prameny nepovažují kozlíkové věže za zvláštní kategorii, ale za variantu dvouvzpěrové věže. Klec je při vyjíždění na povrch vedena pouze lehkou konstrukcí, která není zatížena svislým zatížením. V Československu byl tento typ věže postaven v roce 1955 v Heřmanicích na Dole Stalin II.

### Věže s hranolového tvaru
Vývoj nahradil těžké parní těžní stroje lehčími elektrickými, které nevyvolávaly rázy. Spolu s vývojem ocelových a betonových konstrukcí byly vytvořeny podmínky pro montáž těžního stroje do horní části těžní věže. Těžní lano neprocházelo lanovnicí, což mělo kladný vliv na jeho životnost. Odstraněním lanovnice nebyla možnost korigovat posuv lana po bubnu těžního stroje. Proto musely být použity těžní stroje typu Koepe, kde třecí kotouč vedl lano v konstantní dráze. 
Jednou z věží tohoto typu je věž architekta Alfreda Fischera postavená v letech 1924 - 1929 na Dole Königsborn v obci Bönen (Unna). Tato věž byla inspirací při změně projektu věže Nové radnice v Ostravě.
Svislá doprava vozíky, které byly „naráženy" do klecí nebyla efektivní. Větší výkony svislé dopravy bylo možno dosáhnout pomocí výsypných kontejnerů (skipů). Zavedení skipové dopravy vyžadovalo obvykle stavbu nové těžní věže. Tyto věže byly z betonu, postavené technologií posuvného bednění. Věže dosahovaly výšky téměř 100 metrů a výrazně tak změnily v karvinské oblasti krajinný reliéf.
- Železobetonová těžní věž dolu Kukla v Oslavanech, první věž se strojovnou v hlavě věže v Rakousku-Uhersku.
- Vlevo ocelová těžní věž a vpravo železobetonová skipová těžní věž se strojovnou v hlavě věže dolu ČSM-Jih ve Stonavě.
- Důl Königsborn v obci Bönen (Unna)
- Odstřel skipové věže Dolu Lazy

### Kladivové věže
Kladivové věže jsou věže, které mají těžní stroj ve své horní části. Půdorys těžního stroje přesahuje půdorys jámy, a proto je věž ve vrchní část rozšířena. Název získal tento typ věže díky svému tvaru.

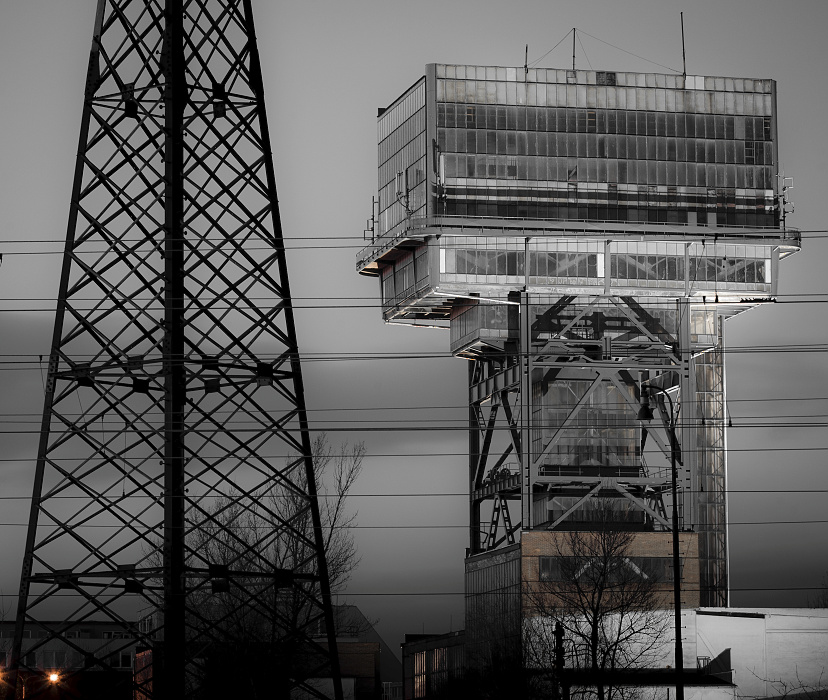
Těžní věž dolu Jeremenko
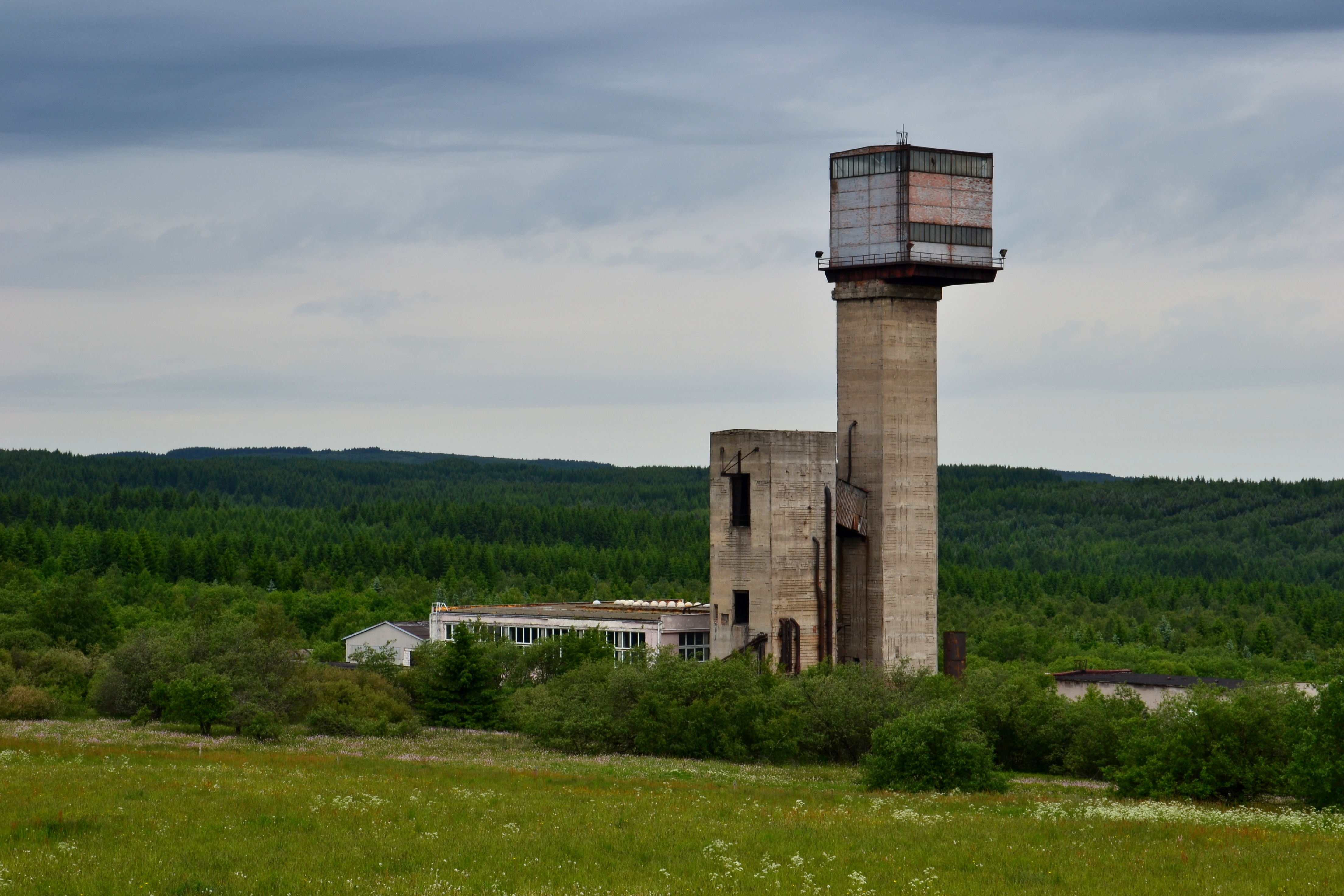
Těžní věž dolu Měděnec
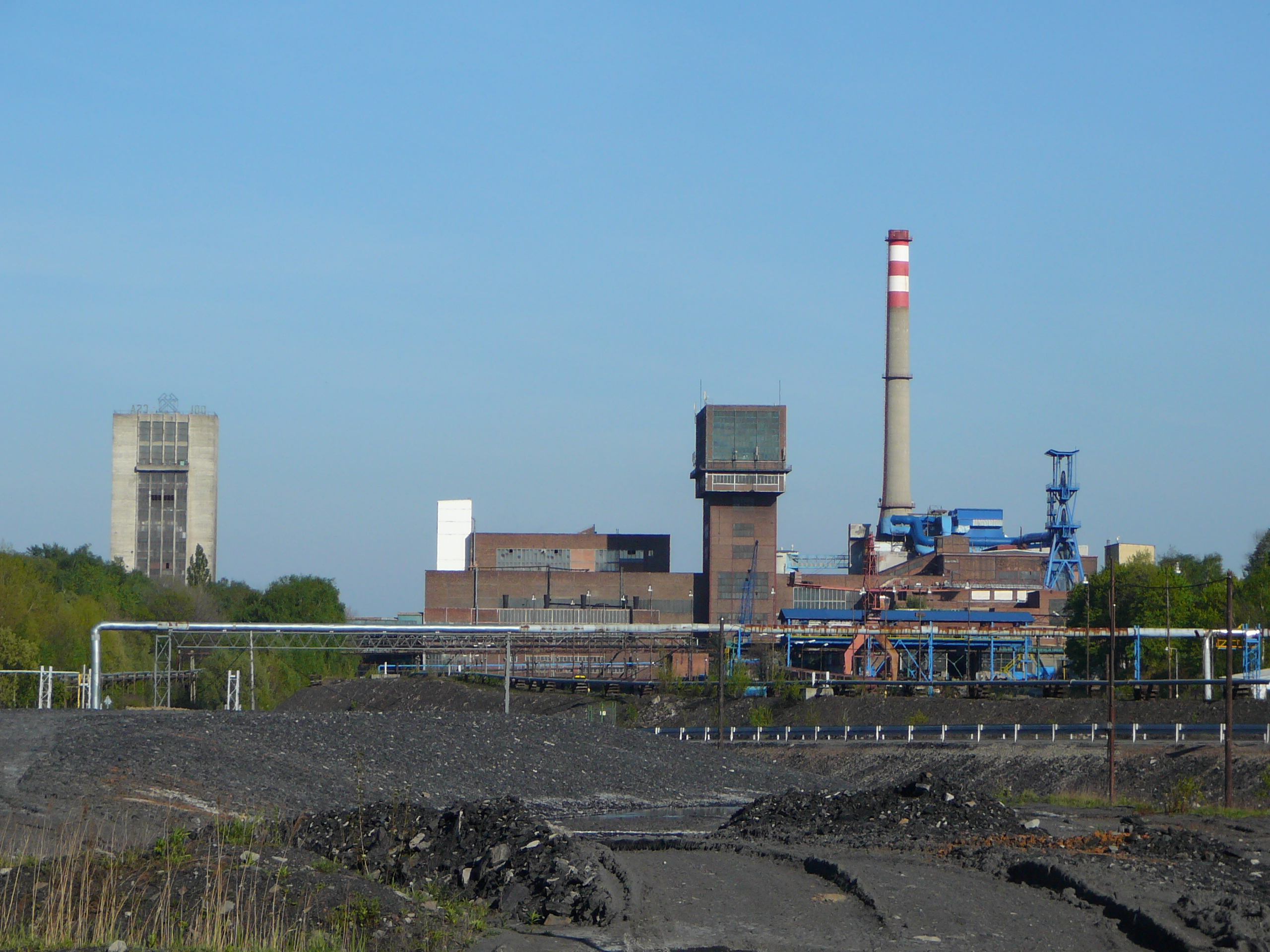
Těžní věže dolu ČSA zleva: betonová se skipem, kladivová, ocelová vzpěradlová

### Malakov (Malakoff)
Název vznikl podle obranné věže na kopci Malachov (Malakov) v Sevastopolu

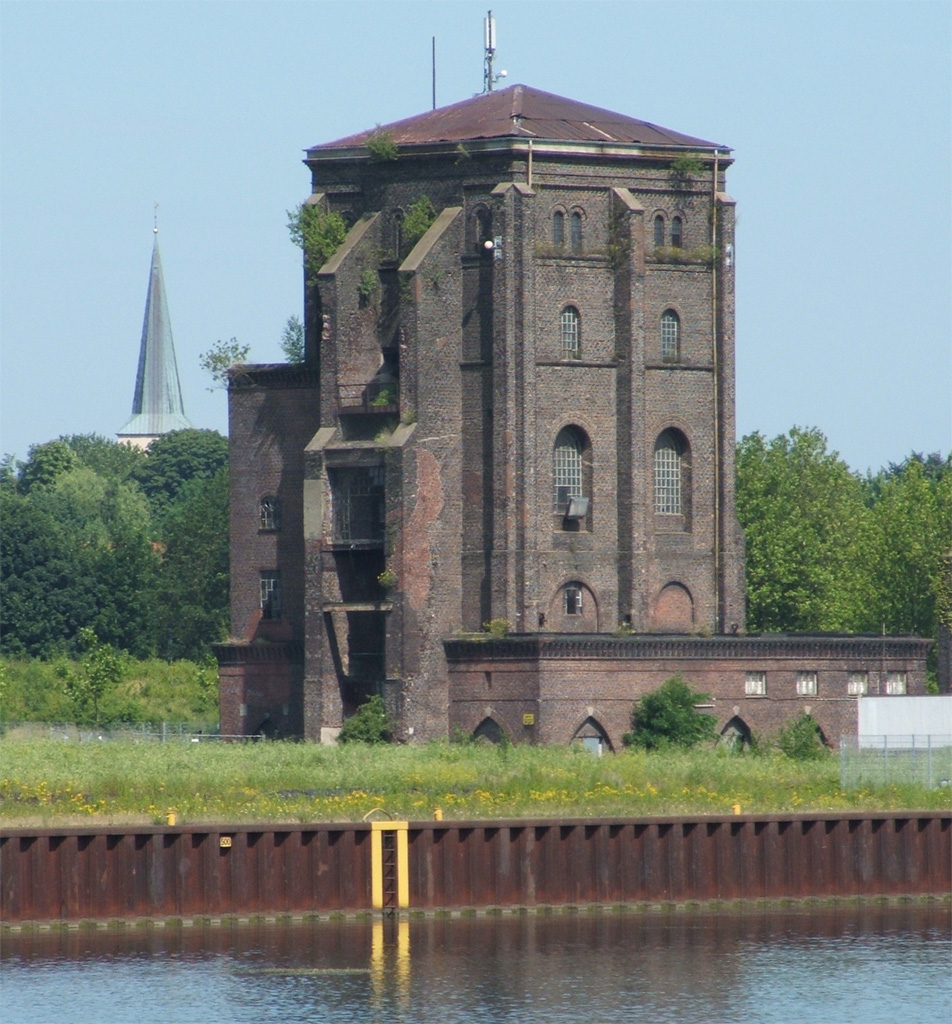
Těžní věž dolu princ Hardenberg v Dortmundu (Německo)
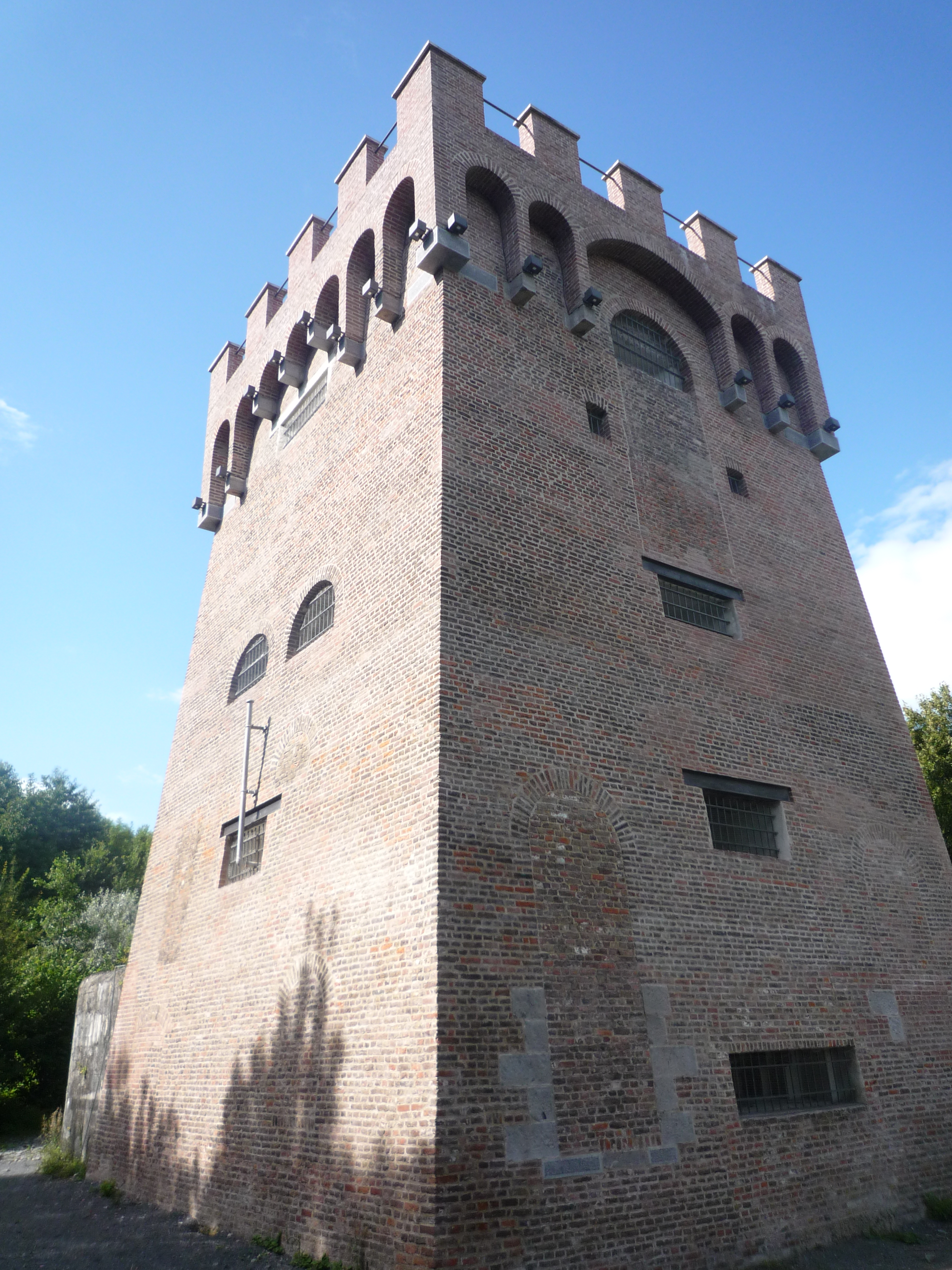
Těžní věž dolu Sarteau ve Fresnes-sur-Escaut (Francie)
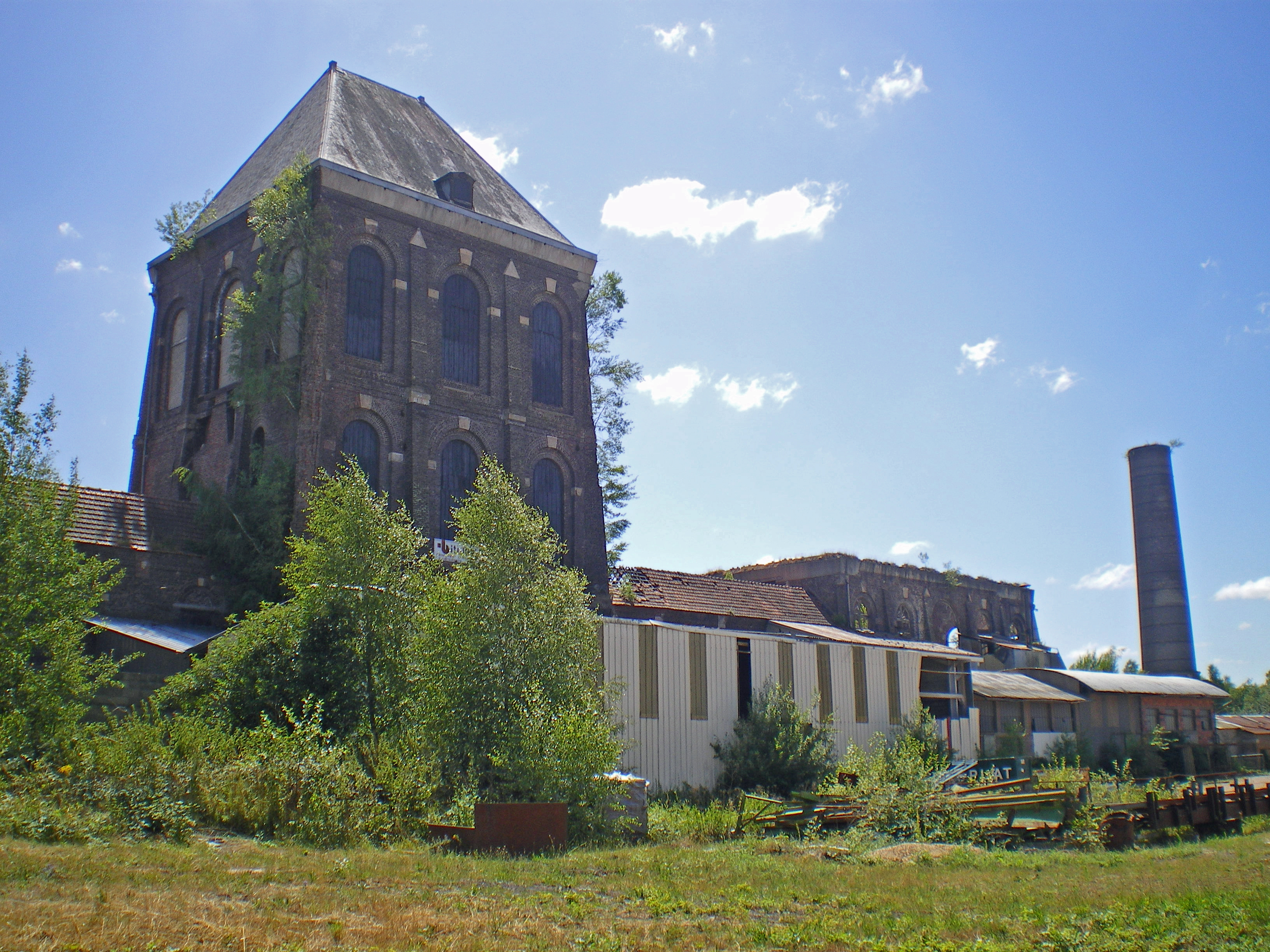
Těžní věž dolu Hottinguer v Épinacu (Francie)

## Havárie těžních věží v Česku
- Dne 21. března 1871 se propadla těžní věž do kráteru, který vznikl propadem horniny do jámového tubusu dolu Michal. Profil tubusu byl rozšiřován ode dna směrem k ohlubni. Hornina kolem vrchní části tubusu byla zvodnělá a po odstranění původní vyzdívky se sesula do jámy spolu s těžní věží a strojovnou.[19]
- Dne 13. dubna 1924 ve 14:10 hodin vyrazil sloup ohně a kouře ze vtažné jámy Gabriela č. 2 (49.832172493, 18.494981602).[20] Došlo k výbuchu uhelného prachu, který byl vyvolán výbuchem z předcházejícího dne (12. dubna 1924) při němž zemřelo 15 horníků. Síla výbuchu rozmetala těžní věž. Věž byla obnovena v původním vzhledu.[21]
- Dne 3. ledna 1934 došlo k explozi na Dole Nelson III. v Oseku. Zemřelo 144 horníků. Další dva zaměstnanci zemřeli na povrchu při destrukci provozních budov. Byla poškozena i těžní věž.
- Dne 24. května 1961 v 15:28 hodin došlo při nepovoleném svařování ke vznícení směsi mazacího tuku a uhelného prachu v narážecím prostoru vtažné jámy dolu Petr Cingr. Oheň se rozšířil na těžní budovu a těžní věž. Exhalace vzniklé hořením byly nasávány do dolu a ohrožovaly životy horníků.[22] Rychlou změnou směru větru (jáma se stala výdušnou) bylo zabráněno tragédii, ale vznikly hmotné škody. Byla poškozena konstrukce těžní věže včetně lanovnic a lan.
- Dne 20. srpna 1979 se propadlo ústí těžní jámy č. 2 dolu Hedvika (49.82568157, 18.366596601) včetně jámové budovy a těžní věže do hlubin vzniklého kráteru.[23] Příčinou byla riziková těžba zbytkových uhelných zásob v ochranném pilíři jámy, která byla prováděna ze sousedního dolu Pokrok. Při havárii nebyl nikdo zraněn.
- Dne 30. června 1998 došlo při zasypávání jámy dolu Heřmanice k výbuchu metanu, která poškodila jámovou budovu a přilehlé okolní budovy.[24][25] Dne 9. října 1998 byla odstřelena i těžní věž.[4]

- Dne 28. července 1998 ve 4:08 hodin došlo k havárii na jámě Do-IV (49°51'43.39",18.461410046) dolu Doubrava.[26] Došlo k prolomení jámového ostění v hloubce cca 86–90 m pod ohlubní. Okolí jámového stvolu bylo poškozeno dlouhodobým mechanickým vyplavováním jemných horninových frakcí (sufózí).[27] Destrukce jámové výztuže se šířila a sesouvající horniny vytvořily na povrchu za výrazného hluku kráter.[28] Hornina propadala jámou na dno do hloubky 1 176 metrů. Tím vznikla tlaková vlna, která se šířila do překopů a chodeb. Vzhledem k tomu, že jáma Do IV byla větérka, tedy jáma určená primárně k větrání, byli v dosahu tlakové vlny jen dva horníci. Ti byli sražení, ale naštěstí vyvázli jen s lehkými zraněními. Po dvou hodinách se začala naklánět těžní věž, až se úplně položila.[29] S rozšiřujícím se kráterem se těžní věž opět napřímila a zajela pod zem. Těžní věž se zastavila v hloubce cca 80 metrů a vytvořila špunt, který dočasně zastavil další sesuv. Kráter byl zasypán cca 60 000 m³ hlušiny, ale pomalé sedání dále pokračovalo.

## Havárie těžních věží v zahraničí
- Počátkem října 1933 se po předchozím naklonění zřítila těžní věž dolu v obci Dąbrówka Mała u Katovic.[30]

## Zajímavost
Dne 9. září 2005 byla odpálena nálož na těžní věži F 1 na dole František v Horní Suché se záměrem skácet věž v rámci demolice povrchových objektů. Věž se otřásla, ale zůstala stát. Druhý den byl v 16:00 hodin proveden druhý, tentokrát úspěšný odstřel.

## Galerie

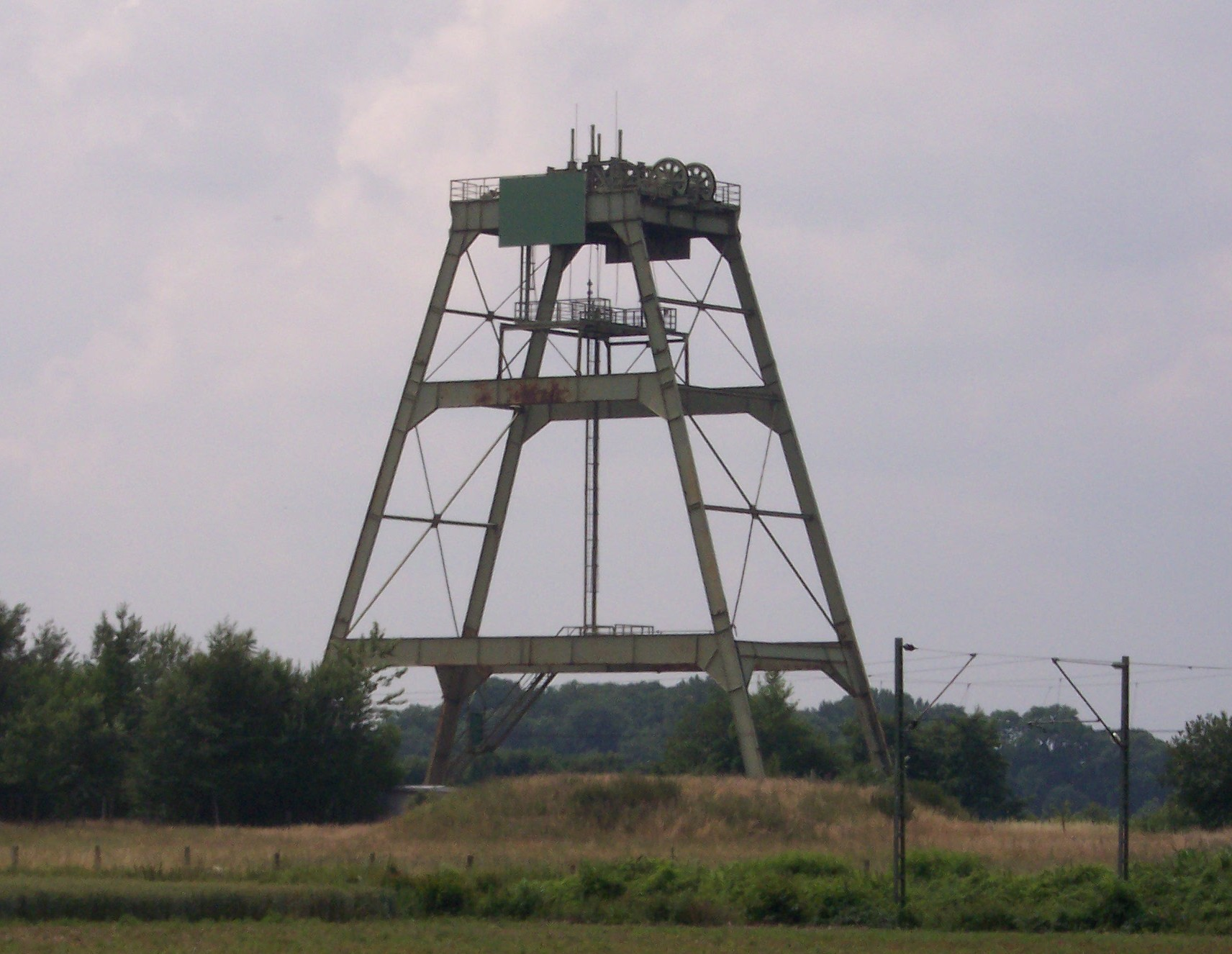
Provizorní věž při hloubení jámy
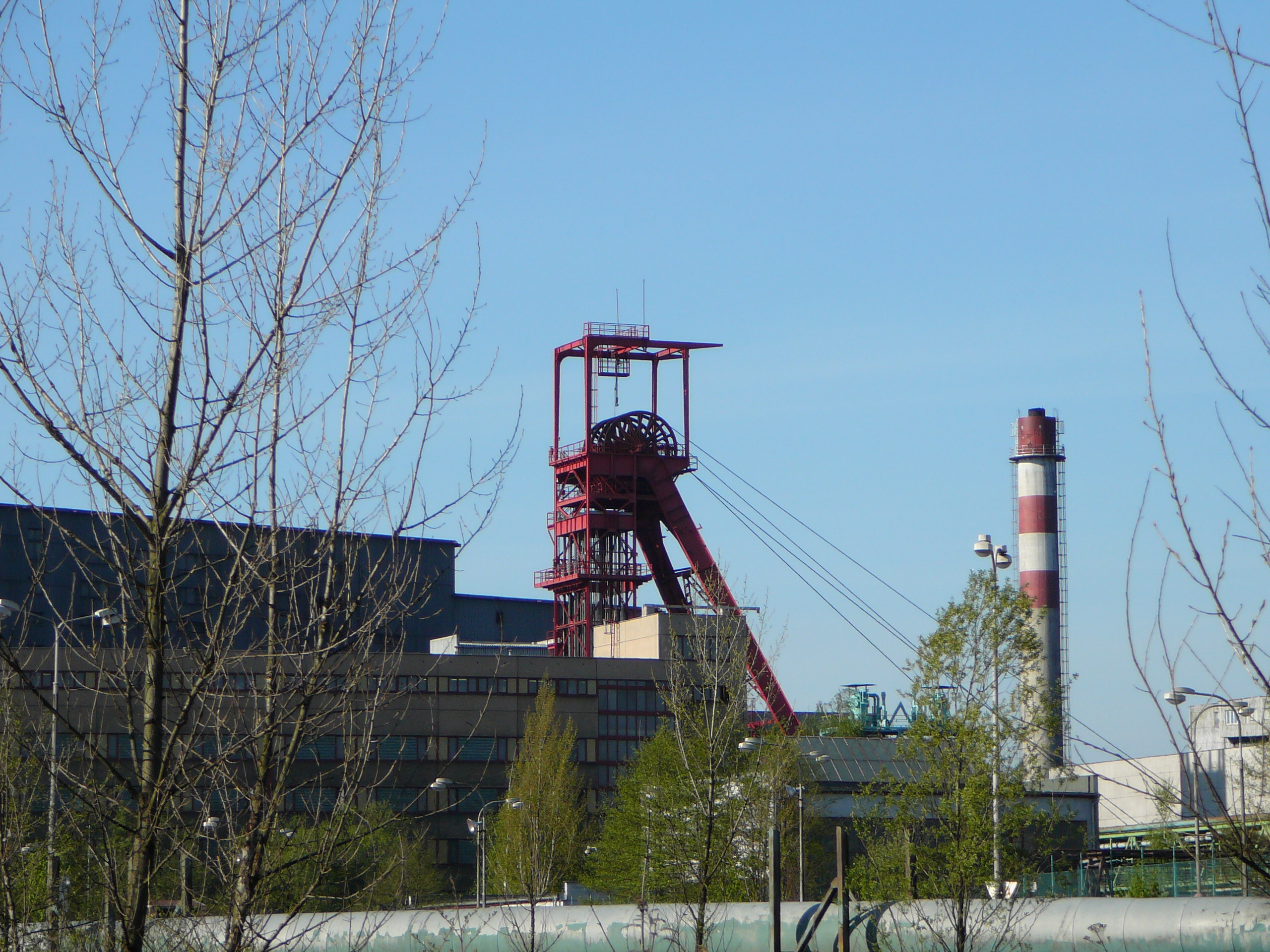
Věž s externí strojovnou. Důl Darkov.
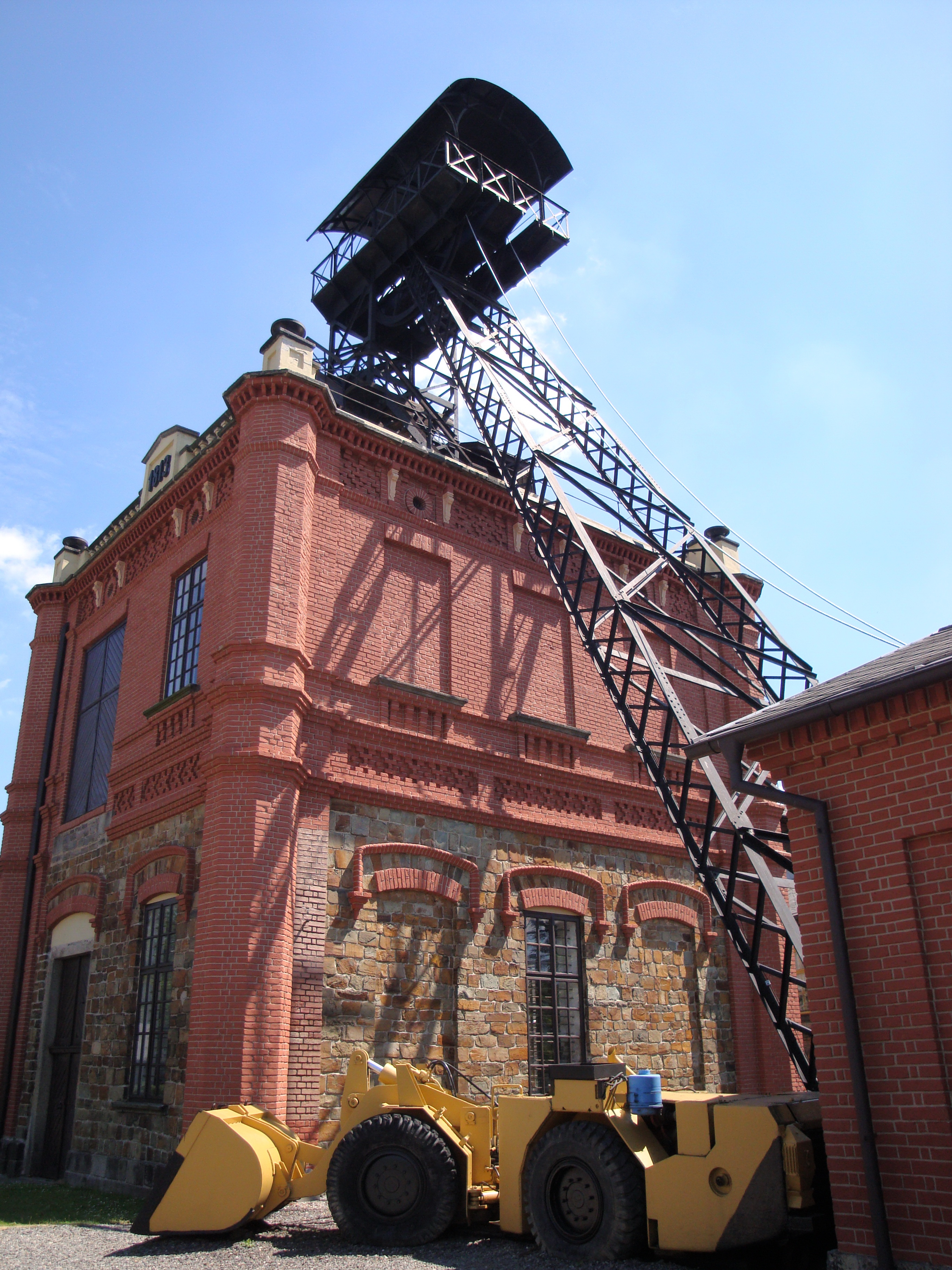
Těžní věž příbramského Ševčinského dolu
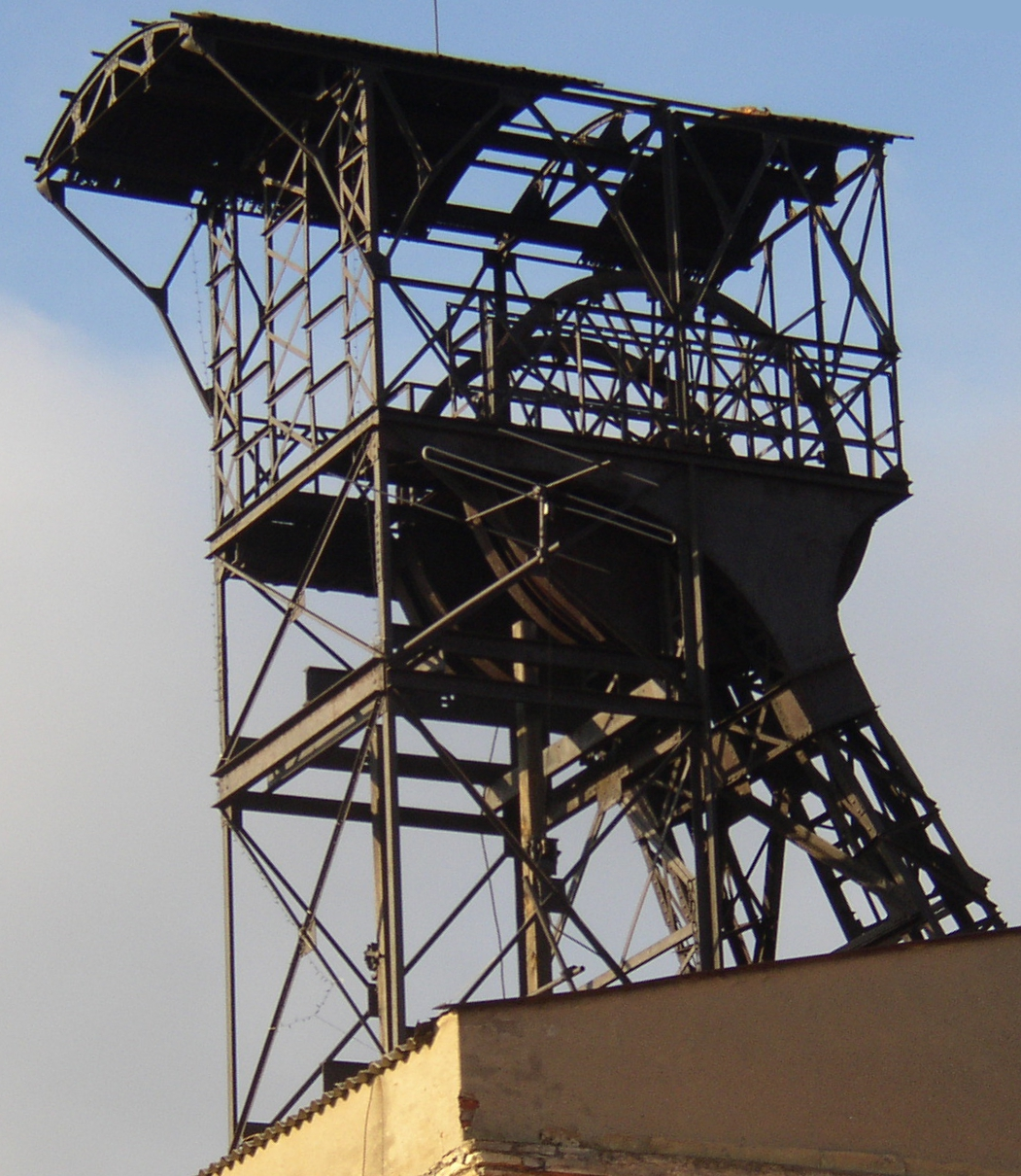
Těžní věž dolu Michael (Brandýsek, okres Kladno)